# Atheta regenerans
Atheta regenerans är en skalbaggsart som beskrevs av Thomas Casey 1911. Atheta regenerans ingår i släktet Atheta och familjen kortvingar. Inga underarter finns listade i Catalogue of Life.